# 吉祥草
吉祥草（学名：Reineckia carnea）为百合科吉祥草属下的一个种。

## 分布
产中国华东、华中、华南、西南大部分地区，生于阴湿山坡、山谷或密林下，海拔170-3200米。

## 形态
- 叶条形至披针形，深绿色

## 延伸阅读
[在维基数据编辑]